# Mahāyāna Mahāparinirvāṇa Sūtra
Ne doit pas être confondu avec Mahaparinibbana Sutta.

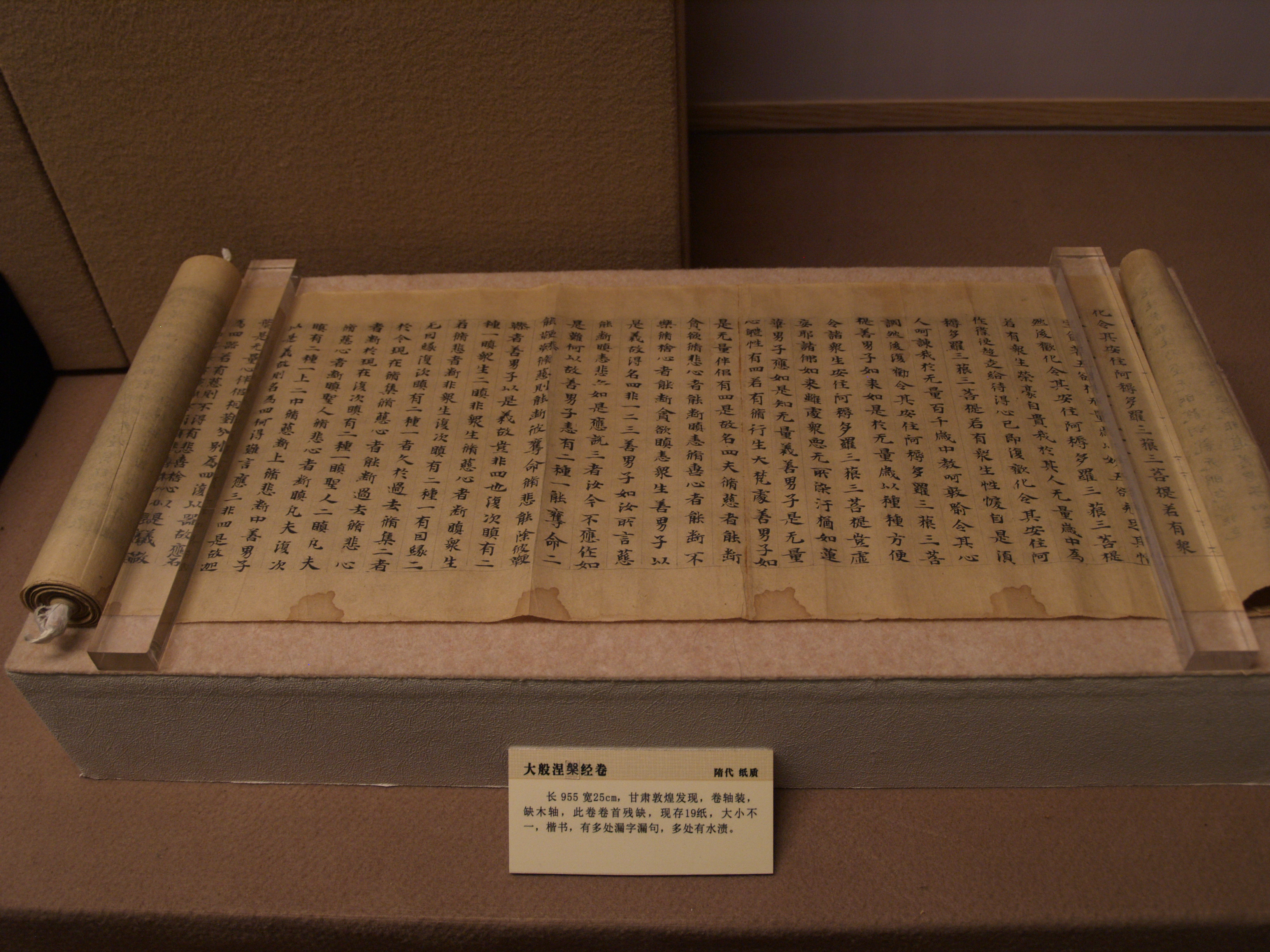
Rouleau du sūtra du Nirvana datant de la dynastie Sui (581 – 618). à Canton

Le Mahāyāna Mahāparinirvāṇa Sūtra (sanskrit IAST : Mahāparinirvāṇasūtra), c'est-à-dire le Discours de la Grande Extinction (chinois simplifié : 大般涅盘经 ; chinois traditionnel : 大般涅槃經 ; pinyin : dàbān nièpán jīng ou plus simplement 涅盘经 / 涅槃經, nièpán jīng, coréen : Yeolbangyeong (Hangeul : 열반경, Hanja : Hani) ; japonais : Nehankyō (涅槃経), tibétain : མྱང་འདས་ཀྱི་མདོ་), est un sūtra du bouddhisme mahāyāna. Il est aussi souvent intitulé simplement Sūtra du Nirvana.  
L'ouvrage décrit les événements et les dernières instructions du Bouddha avant qu'il n'entre dans le parinirvāṇa. C'est un des textes majeurs du bouddhisme d'Asie de l'Est. Son contenu est très différent de celui du Mahaparinibbana Sutta, son homonyme du canon pali, car si tous deux traitent du même thème, la version du présent article développe la notion de nature de bouddha, qui est essentielle dans le Mahayana. Et son titre complet, Mahāyāna Mahāparinirvāṇa Sūtra, permet donc de distinguer les deux textes. 
Il y a probablement eu différentes versions en sanskrit, la première ayant été produite au Cachemire au iiie siècle EC. La version la plus longue du sutra (en quarante rouleaux — soit quelque 700 à 800 pages d'une traduction en français imprimée standard) a été traduite en chinois entre 421 et 423 par le traducteur chinois d'origine indienne Dharmakṣema,.

## Histoire du sūtra

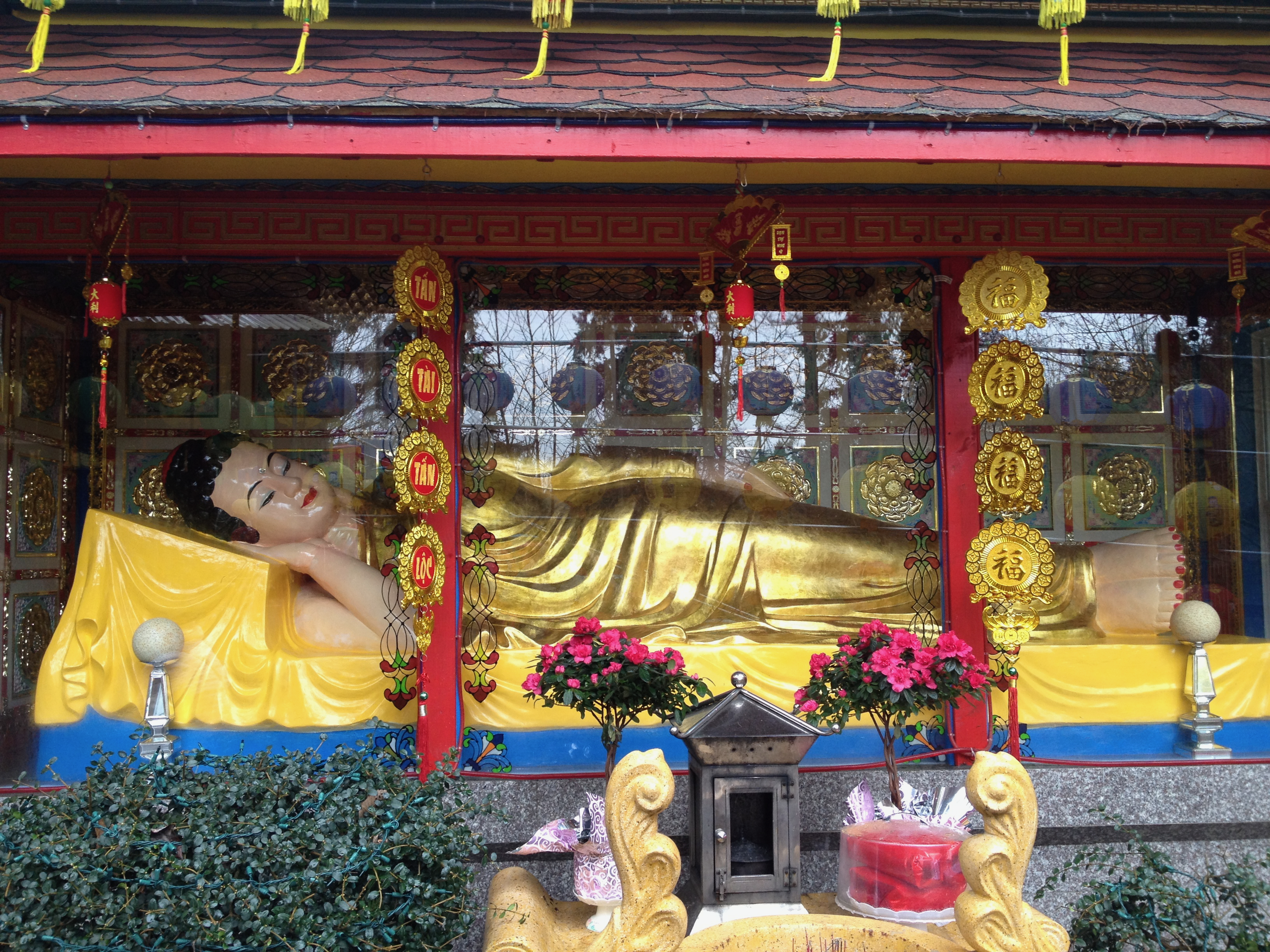
Parinirvâna du Bouddha. Ksitigarbha (Dia Tang) Temple, Lynnwood (Washington).

Le texte de base du sūtra Mahayana Mahaparinirvana a été terminé au Cachemire vers l'an 300 de notre ère. Cependant, il a reçu d'importants développements au cours du IVe siècle, qui ont triplé voire quadruplé sa longueur initiale. Aujourd'hui, nous ne possédons que des fragments du texte sanskrit original, mais nous disposons d'une traduction chinoise complète du sūtra étendu par le traducteur Dharmakṣema, achevée en 421 et d'une traduction en tibétain. 
En fait, au début du Ve siècle apparurent trois traductions en chinois: la première due à Faxian et à Buddhabadra (Taisho n° 376, six rouleaux, en 418), la deuxième à Dharmakṣema (Taisho, n° 374, 40 rouleaux, en 421) et ce que l'on appelle l'Édition du sud (en angl. « Southern Text »; Taisho n° 375, 36 rouleaux, entre 424 et 453). Cette troisième version est moins une nouvelle traduction qu'une nouvelle édition qui collationne les deux versions précédentes dans une langue plus élégante; on peut aussi dire qu'elle joue librement avec le texte de Dharmakṣema, tout en étant rédigée dans un excellent chinois, ce qui a sans nul doute contribué à sa popularité en Chine.  

## Influence
Selon Mark Blume, la traduction de Dharmakṣema est devenue l'un des textes religieux les plus influents d'Asie de l'Est. En revanche, à ses yeux,  les traductions tibétaines (au nombre de deux) ont eu relativement peu d'impact au Tibet.  Un point de vue que ne partage pas Philippe Cornu: d'après lui, la traduction en tibétain due à Jinamitra, Jñânagarbha et Devacandra au début du IXe siècle, a été souvent citée dans les traités tibétains.
Il a eu une grande influence sur le développement du bouddhisme chinois.

## Traduction
- (en) The Mahayana Mahaparinirvana-Sutra. A Complete Translation from the Classical Chinese Language in 3 volumes (trad. en anglais par KOSHO Yamamoto, 1973 d'après la version chinoise de Dharmakshema, révision par Dr. Tony Page, Annotated and Full Glossary, Index, and Concordance by KOSHO Yamamoto), Tokyo, The Karinbunko (no 5), 2007, Vol. I, xxxiii+356 p. ; Vol. II, 358 à 757 p. ; Vol. III, vi+758-1052 p. (présentation en ligne)Kosho est décédé sans avoir terminé le quatrième et dernier volume qui devait contenir le glossaire, l'index et la concordance annoncés dans le titre général de l'ouvrage (cf. la présentation en ligne ci-dessus, par Jan Willem de Jong (en)).
- (en) The Mahayana Mahaparinirvana Sutra (trad. en anglais par KOSHO Yamamoto, 1973 d'après la version chinoise de Dharmakshema, révision par Dr. Tony Page), 2007, 580 p. (présentation en ligne)